# وگا ۲
وگا ۲ (همراه وگا ۱ ) کاوشگر فضایی شوروی و بخشی از برنامه فضایی وگا برای کاوش دنباله‌دار هالی و زهره بود. این فضاپیما توسعه‌ای از فضاپیمای قبلی ونرا بود. نام وگا (ВеГа) ترکیبی از دو حرف اول کلمات روسی زهره ( Венера: «ونرا») و هالی (Галлея: «گالیا») است. این فضاپیماها توسط مرکز فضایی باباکین طراحی و با نام 5VK توسط شرکت لاوچکین در شهر خیمکی ساخته شدند. این فضاپیما از پنل‌های خورشیدی دوقلوی بزرگی نیرو می‌گرفتند. ابزارهای آن شامل دیش آنتن ، تعدادی دوربین، طیف سنج، ژرفاسنج فروسرخ، مغناطیس‌سنج (MISCHA) و تعدادی کاوشگر پلاسما بود. این ناو با ۴٬۸۴۰ کیلوگرم (۱۰٬۶۷۰ پوند) روی موشک پروتون 8K82K از پایگاه فضایی بایکونور در تیورتام ، قزاقستان شوروی پرتاب شد. هر دو وگا ۱ و ۲، فضاپیماهای کنترل وضعیت سه‌محوره بودند. این فضاپیماها برای محافظت در برابر گرد و غبار دنباله دار هالی مجهز به  به سپر دوگانه بودند.